# 코담배

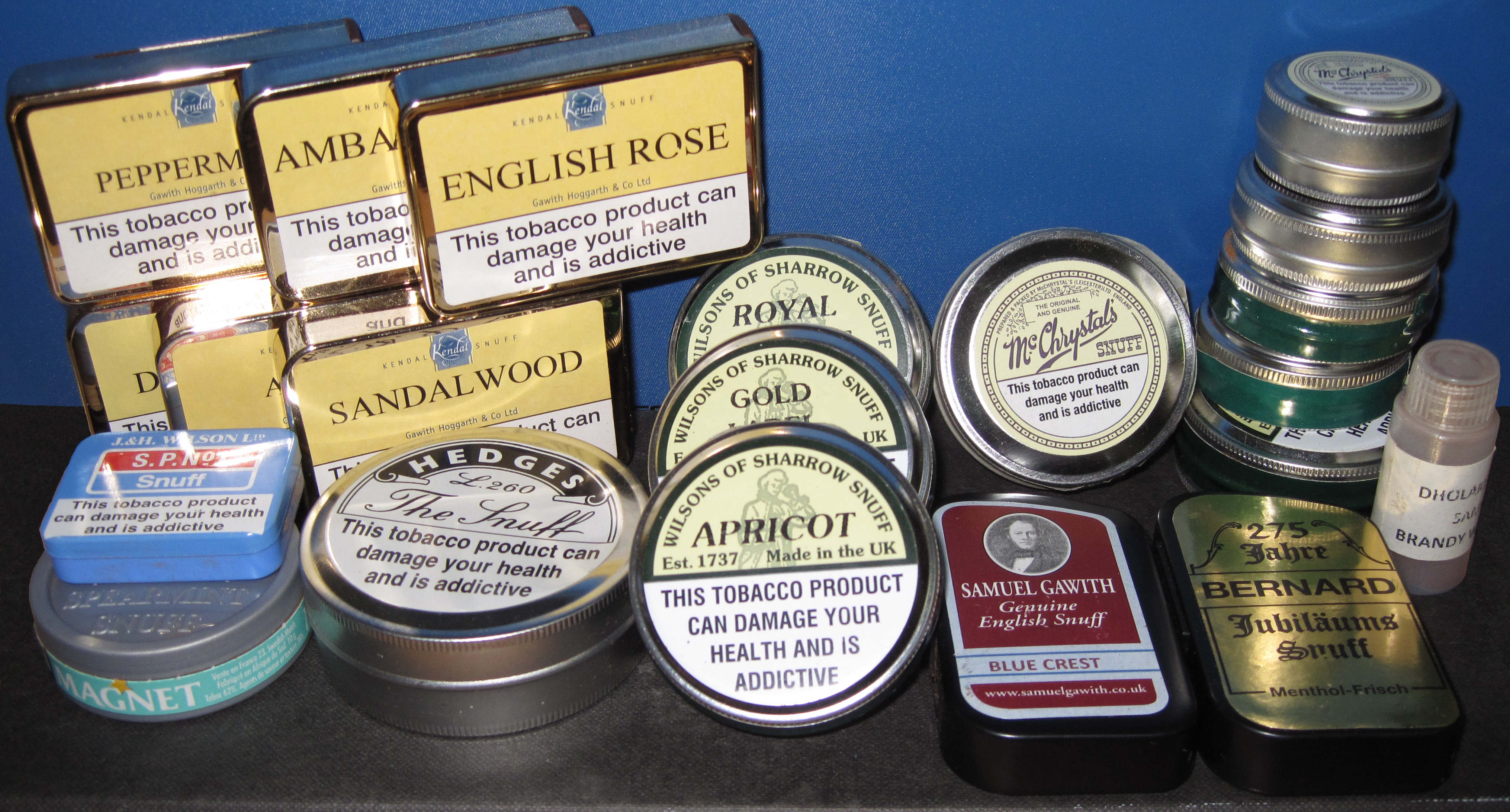

코담배(snuff)는 무연 담배의 한 종류로서, 담배의 찌꺼기 잎사귀를 원료로 한 분말 담배이다. 코로 피운다.

## 같이 보기
- 씹는 담배
- 해부학적코담배갑